# 全国高等学校野球選手権大会 (神奈川県勢)
全国高等学校野球選手権大会における神奈川県勢の成績について記す。

## 大会結果
| 年度（大会）          | 代表校                                         | 試合結果                                       | 試合結果                                       | 成績                                           |
| --------------------- | ---------------------------------------------- | ---------------------------------------------- | ---------------------------------------------- | ---------------------------------------------- |
| 1923年（第9回大会）   | 横浜商（神静・初出場）                         | 1回戦                                          | ● 1 - 5 早稲田実                               | 初戦敗退                                       |
| 1928年（第14回大会）  | 神奈川商工（神静・初出場）                     | 1回戦                                          | ● 4 - 9 福岡中                                 | 初戦敗退                                       |
| 1931年（第17回大会）  | 神奈川商工（甲神静・3年ぶり2回目）             | 2回戦                                          | ● 0 - 3 嘉義農林                               | 初戦敗退                                       |
| 1933年（第19回大会）  | 横浜商（甲神静・10年ぶり2回目）                | 1回戦                                          | ○ 6 - 2 佐賀師範                               | ベスト8                                        |
| 1933年（第19回大会）  | 横浜商（甲神静・10年ぶり2回目）                | 2回戦                                          | ○ 4 - 1 敦賀商                                 | ベスト8                                        |
| 1933年（第19回大会）  | 横浜商（甲神静・10年ぶり2回目）                | 準々決勝                                       | ● 0 - 4 明石中                                 | ベスト8                                        |
| 1937年（第23回大会）  | 浅野中（南関東・初出場）                       | 1回戦                                          | ○ 1 - 0 島田商                                 | 2回戦                                          |
| 1937年（第23回大会）  | 浅野中（南関東・初出場）                       | 2回戦                                          | ● 3 - 8 熊本工                                 | 2回戦                                          |
| 1938年（第24回大会）  | 浅野中（南関東・2年連続2回目）                 | 2回戦                                          | ○ 5 - 3 敦賀商                                 | ベスト8                                        |
| 1938年（第24回大会）  | 浅野中（南関東・2年連続2回目）                 | 準々決勝                                       | ● 0 - 1 平安中                                 | ベスト8                                        |
| 1948年（第30回大会）  | 浅野（10年ぶり3回目）                          | 1回戦                                          | ● 1 - 2x 享栄商                                | 初戦敗退                                       |
| 1949年（第31回大会）  | 湘南（初出場）                                 | 2回戦                                          | ○ 9 - 3 城東                                   | 優勝                                           |
| 1949年（第31回大会）  | 湘南（初出場）                                 | 準々決勝                                       | ○ 2x - 1 松本市立                              | 優勝                                           |
| 1949年（第31回大会）  | 湘南（初出場）                                 | 準決勝                                         | ○ 3x - 2 高松一                                | 優勝                                           |
| 1949年（第31回大会）  | 湘南（初出場）                                 | 決勝                                           | ○ 5 - 3 岐阜                                   | 優勝                                           |
| 1950年（第32回大会）  | 神奈川商工（19年ぶり3回目）                    | 1回戦                                          | ○ 14 - 3 仙台一                                | 2回戦                                          |
| 1950年（第32回大会）  | 神奈川商工（19年ぶり3回目）                    | 2回戦                                          | ● 4 - 6 宇都宮工                               | 2回戦                                          |
| 1951年（第33回大会）  | 希望ヶ丘（初出場）                             | 1回戦                                          | ● 2 - 5 平安                                   | 初戦敗退                                       |
| 1952年（第34回大会）  | 法政二（初出場）                               | 1回戦                                          | ● 0 - 1 新宮                                   | 初戦敗退                                       |
| 1953年（第35回大会）  | 慶応（4年ぶり14回目）                          | 1回戦                                          | ○ 2 - 0 北海                                   | 2回戦                                          |
| 1953年（第35回大会）  | 慶応（4年ぶり14回目）                          | 2回戦                                          | ● 1 - 4 中京商                                 | 2回戦                                          |
| 1954年（第36回大会）  | 鶴見工（初出場）                               | 1回戦                                          | ○ 16 - 5 高鍋                                  | 2回戦                                          |
| 1954年（第36回大会）  | 鶴見工（初出場）                               | 2回戦                                          | ● 3 - 8 高知商                                 | 2回戦                                          |
| 1955年（第37回大会）  | 法政二（3年ぶり2回目）                         | 1回戦                                          | ● 0 - 3 岩手                                   | 初戦敗退                                       |
| 1956年（第38回大会）  | 慶応（3年ぶり15回目）                          | 2回戦                                          | ● 3 - 4 仙台二                                 | 初戦敗退                                       |
| 1957年（第39回大会）  | 法政二（2年ぶり3回目）                         | 2回戦                                          | ○ 3 - 0 清水東                                 | 準優勝                                         |
| 1957年（第39回大会）  | 法政二（2年ぶり3回目）                         | 準々決勝                                       | ○ 2 - 1 早稲田実                               | 準優勝                                         |
| 1957年（第39回大会）  | 法政二（2年ぶり3回目）                         | 準決勝                                         | ○ 3 - 1 大宮                                   | 準優勝                                         |
| 1957年（第39回大会）  | 法政二（2年ぶり3回目）                         | 決勝                                           | ● 1 - 3 広島商                                 | 準優勝                                         |
| 1958年（第40回大会）  | 法政二（2年連続4回目）                         | 1回戦                                          | ○ 9 - 3 玉龍                                   | 2回戦                                          |
| 1958年（第40回大会）  | 法政二（2年連続4回目）                         | 2回戦                                          | ● 1 - 5 水戸商                                 | 2回戦                                          |
| 1959年（第41回大会）  | 法政二（3年連続5回目）                         | 1回戦                                          | ● 0 - 6 西条                                   | 初戦敗退                                       |
| 1960年（第42回大会）  | 法政二（4年連続6回目）                         | 1回戦                                          | ○ 14 - 3 御所工                                | 優勝                                           |
| 1960年（第42回大会）  | 法政二（4年連続6回目）                         | 2回戦                                          | ○ 4 - 0 浪商                                   | 優勝                                           |
| 1960年（第42回大会）  | 法政二（4年連続6回目）                         | 準々決勝                                       | ○ 8 - 0 早稲田実                               | 優勝                                           |
| 1960年（第42回大会）  | 法政二（4年連続6回目）                         | 準決勝                                         | ○ 6 - 0 鹿島                                   | 優勝                                           |
| 1960年（第42回大会）  | 法政二（4年連続6回目）                         | 決勝                                           | ○ 3 - 0 静岡                                   | 優勝                                           |
| 1961年（第43回大会）  | 法政二（5年連続7回目）                         | 1回戦                                          | ○ 9 - 1 宇都宮学園                             | ベスト4                                        |
| 1961年（第43回大会）  | 法政二（5年連続7回目）                         | 2回戦                                          | ○ 4 - 0 大社                                   | ベスト4                                        |
| 1961年（第43回大会）  | 法政二（5年連続7回目）                         | 準々決勝                                       | ○ 9 - 1 報徳学園                               | ベスト4                                        |
| 1961年（第43回大会）  | 法政二（5年連続7回目）                         | 準決勝                                         | ● 2 - 4 浪商（延長11回）                       | ベスト4                                        |
| 1962年（第44回大会）  | 慶応（6年ぶり16回目）                          | 1回戦                                          | ○ 3 - 0 長野                                   | 2回戦                                          |
| 1962年（第44回大会）  | 慶応（6年ぶり16回目）                          | 2回戦                                          | ● 0 - 7 作新学院                               | 2回戦                                          |
| 1963年（第45回大会）  | 横浜（初出場）                                 | 2回戦                                          | ○ 3 - 1 若狭                                   | ベスト4                                        |
| 1963年（第45回大会）  | 横浜（初出場）                                 | 3回戦                                          | ○ 3 - 2 中京商                                 | ベスト4                                        |
| 1963年（第45回大会）  | 横浜（初出場）                                 | 準々決勝                                       | ○ 2 - 1 高田商（延長10回）                     | ベスト4                                        |
| 1963年（第45回大会）  | 横浜（初出場）                                 | 準決勝                                         | ● 0 - 5 明星                                   | ベスト4                                        |
| 1964年（第46回大会）  | 武相（初出場）                                 | 1回戦                                          | ● 3 - 6 平安                                   | 初戦敗退                                       |
| 1965年（第47回大会）  | 武相（2年連続2回目）                           | 1回戦                                          | ○ 5 - 3 玉龍                                   | 2回戦                                          |
| 1965年（第47回大会）  | 武相（2年連続2回目）                           | 2回戦                                          | ● 0 - 4 東邦                                   | 2回戦                                          |
| 1966年（第48回大会）  | 横浜一商（初出場）                             | 1回戦                                          | ○ 13 - 3 駒大苫小牧                            | ベスト8                                        |
| 1966年（第48回大会）  | 横浜一商（初出場）                             | 2回戦                                          | ○ 6 - 2 郡山（延長10回）                       | ベスト8                                        |
| 1966年（第48回大会）  | 横浜一商（初出場）                             | 準々決勝                                       | ● 2 - 4 松山商                                 | ベスト8                                        |
| 1967年（第49回大会）  | 武相（2年ぶり3回目）                           | 1回戦                                          | ○ 3 - 0 若狭                                   | 2回戦                                          |
| 1967年（第49回大会）  | 武相（2年ぶり3回目）                           | 2回戦                                          | ● 0 - 2 土佐                                   | 2回戦                                          |
| 1968年（第50回大会）  | 武相（2年連続4回目）                           | 2回戦                                          | ● 1 - 2 広陵                                   | 初戦敗退                                       |
| 1969年（第51回大会）  | 東海大相模（初出場）                           | 1回戦                                          | ● 0 - 6 静岡商                                 | 初戦敗退                                       |
| 1970年（第52回大会）  | 東海大相模（2年連続2回目）                     | 2回戦                                          | ○ 5 - 4 唐津商                                 | 優勝                                           |
| 1970年（第52回大会）  | 東海大相模（2年連続2回目）                     | 準々決勝                                       | ○ 7x - 6 滝川（延長10回）                      | 優勝                                           |
| 1970年（第52回大会）  | 東海大相模（2年連続2回目）                     | 準決勝                                         | ○ 3x - 2 岐阜短大付                            | 優勝                                           |
| 1970年（第52回大会）  | 東海大相模（2年連続2回目）                     | 決勝                                           | ○ 10 - 6 PL学園                                | 優勝                                           |
| 1971年（第53回大会）  | 桐蔭学園（初出場）                             | 1回戦                                          | ○ 2 - 0 東邦                                   | 優勝                                           |
| 1971年（第53回大会）  | 桐蔭学園（初出場）                             | 2回戦                                          | ○ 6 - 0 海星                                   | 優勝                                           |
| 1971年（第53回大会）  | 桐蔭学園（初出場）                             | 準々決勝                                       | ○ 1 - 0 鹿児島玉龍                             | 優勝                                           |
| 1971年（第53回大会）  | 桐蔭学園（初出場）                             | 準決勝                                         | ○ 5 - 2 岡山東商                               | 優勝                                           |
| 1971年（第53回大会）  | 桐蔭学園（初出場）                             | 決勝                                           | ○ 1 - 0 磐城                                   | 優勝                                           |
| 1972年（第54回大会）  | 東海大相模（2年ぶり3回目）                     | 1回戦                                          | ● 0 - 3 中京                                   | 初戦敗退                                       |
| 1973年（第55回大会）  | 藤沢商（初出場）                               | 1回戦                                          | ○ 5 - 2 萩商                                   | 2回戦                                          |
| 1973年（第55回大会）  | 藤沢商（初出場）                               | 2回戦                                          | ● 0 - 1 盛岡三                                 | 2回戦                                          |
| 1974年（第56回大会）  | 東海大相模（2年ぶり4回目）                     | 2回戦                                          | ○ 3x - 2 土浦日大（延長16回）                  | ベスト8                                        |
| 1974年（第56回大会）  | 東海大相模（2年ぶり4回目）                     | 3回戦                                          | ○ 13 - 6 盈進                                  | ベスト8                                        |
| 1974年（第56回大会）  | 東海大相模（2年ぶり4回目）                     | 準々決勝                                       | ● 4 - 5 鹿児島実（延長15回）                   | ベスト8                                        |
| 1975年（第57回大会）  | 東海大相模（2年連続5回目）                     | 2回戦                                          | ○ 5 - 3 松商学園                               | ベスト8                                        |
| 1975年（第57回大会）  | 東海大相模（2年連続5回目）                     | 3回戦                                          | ○ 7 - 3 三重                                   | ベスト8                                        |
| 1975年（第57回大会）  | 東海大相模（2年連続5回目）                     | 準々決勝                                       | ● 4 - 5 上尾                                   | ベスト8                                        |
| 1976年（第58回大会）  | 東海大相模（3年連続6回目）                     | 1回戦                                          | ○ 5 - 0 釧路江南                               | 2回戦                                          |
| 1976年（第58回大会）  | 東海大相模（3年連続6回目）                     | 2回戦                                          | ● 0 - 1 小山                                   | 2回戦                                          |
| 1977年（第59回大会）  | 東海大相模（4年連続7回目）                     | 1回戦                                          | ● 0 - 10 宇都宮学園                            | 初戦敗退                                       |
| 1978年（第60回大会）  | 横浜（15年ぶり2回目）                          | 2回戦                                          | ○ 10 - 2 徳島商                                | 3回戦                                          |
| 1978年（第60回大会）  | 横浜（15年ぶり2回目）                          | 3回戦                                          | ● 0 - 3 県岐阜商                               | 3回戦                                          |
| 1979年（第61回大会）  | 横浜商（46年ぶり3回目）                        | 2回戦                                          | ○ 6 - 1 八幡大付                               | ベスト4                                        |
| 1979年（第61回大会）  | 横浜商（46年ぶり3回目）                        | 3回戦                                          | ○ 14 - 4 豊浦                                  | ベスト4                                        |
| 1979年（第61回大会）  | 横浜商（46年ぶり3回目）                        | 準々決勝                                       | ○ 6 - 3 大分商                                 | ベスト4                                        |
| 1979年（第61回大会）  | 横浜商（46年ぶり3回目）                        | 準決勝                                         | ● 2 - 3 箕島                                   | ベスト4                                        |
| 1980年（第62回大会）  | 横浜（2年ぶり3回目）                           | 1回戦                                          | ○ 8 - 1 高松商                                 | 優勝                                           |
| 1980年（第62回大会）  | 横浜（2年ぶり3回目）                           | 2回戦                                          | ○ 9 - 0 江戸川学園                             | 優勝                                           |
| 1980年（第62回大会）  | 横浜（2年ぶり3回目）                           | 3回戦                                          | ○ 1 - 0 鳴門                                   | 優勝                                           |
| 1980年（第62回大会）  | 横浜（2年ぶり3回目）                           | 準々決勝                                       | ○ 3 - 2 箕島                                   | 優勝                                           |
| 1980年（第62回大会）  | 横浜（2年ぶり3回目）                           | 準決勝                                         | ○ 3 - 1 天理                                   | 優勝                                           |
| 1980年（第62回大会）  | 横浜（2年ぶり3回目）                           | 決勝                                           | ○ 6 - 4 早稲田実                               | 優勝                                           |
| 1981年（第63回大会）  | 横浜（2年連続4回目）                           | 1回戦                                          | ○ 3 - 1 徳島商（延長13回）                     | 2回戦                                          |
| 1981年（第63回大会）  | 横浜（2年連続4回目）                           | 2回戦                                          | ● 1 - 4 報徳学園                               | 2回戦                                          |
| 1982年（第64回大会）  | 法政二（21年ぶり8回目）                        | 1回戦                                          | ○ 3 - 2 智弁学園                               | 3回戦                                          |
| 1982年（第64回大会）  | 法政二（21年ぶり8回目）                        | 2回戦                                          | ○ 6 - 2 春日丘                                 | 3回戦                                          |
| 1982年（第64回大会）  | 法政二（21年ぶり8回目）                        | 3回戦                                          | ● 2 - 4 東洋大姫路                             | 3回戦                                          |
| 1983年（第65回大会）  | 横浜商（4年ぶり4回目）                         | 1回戦                                          | ○ 5 - 4 鹿児島実（延長10回）                   | 準優勝                                         |
| 1983年（第65回大会）  | 横浜商（4年ぶり4回目）                         | 2回戦                                          | ○ 6 - 0 佐世保工                               | 準優勝                                         |
| 1983年（第65回大会）  | 横浜商（4年ぶり4回目）                         | 3回戦                                          | ○ 19 - 3 学法石川                              | 準優勝                                         |
| 1983年（第65回大会）  | 横浜商（4年ぶり4回目）                         | 準々決勝                                       | ○ 4 - 1 宇部商                                 | 準優勝                                         |
| 1983年（第65回大会）  | 横浜商（4年ぶり4回目）                         | 準決勝                                         | ○ 12 - 2 久留米商                              | 準優勝                                         |
| 1983年（第65回大会）  | 横浜商（4年ぶり4回目）                         | 決勝                                           | ● 0 - 3 PL学園                                 | 準優勝                                         |
| 1984年（第66回大会）  | 桐蔭学園（13年ぶり2回目）                      | 1回戦                                          | ○ 3 - 1 福井商                                 | 3回戦                                          |
| 1984年（第66回大会）  | 桐蔭学園（13年ぶり2回目）                      | 2回戦                                          | ○ 6 - 0 海星                                   | 3回戦                                          |
| 1984年（第66回大会）  | 桐蔭学園（13年ぶり2回目）                      | 3回戦                                          | ● 0 - 2 鹿児島商工                             | 3回戦                                          |
| 1985年（第67回大会）  | 藤嶺藤沢（初出場）                             | 1回戦                                          | ● 2 - 9 高知商                                 | 初戦敗退                                       |
| 1986年（第68回大会）  | 横浜商（3年ぶり5回目）                         | 1回戦                                          | ● 2 - 3 熊本工                                 | 初戦敗退                                       |
| 1987年（第69回大会）  | 横浜商（2年連続6回目）                         | 1回戦                                          | ○ 4 - 0 江の川                                 | 3回戦                                          |
| 1987年（第69回大会）  | 横浜商（2年連続6回目）                         | 2回戦                                          | ○ 4 - 0 天理                                   | 3回戦                                          |
| 1987年（第69回大会）  | 横浜商（2年連続6回目）                         | 3回戦                                          | ● 0 - 1 帝京                                   | 3回戦                                          |
| 1988年（第70回大会）  | 法政二（6年ぶり9回目）                         | 1回戦                                          | ● 4 - 7 福岡第一                               | 初戦敗退                                       |
| 1989年（第71回大会）  | 横浜（8年ぶり5回目）                           | 2回戦                                          | ● 1 - 5 星稜                                   | 初戦敗退                                       |
| 1990年（第72回大会）  | 横浜商（3年ぶり7回目）                         | 1回戦                                          | ○ 5 - 1 津和野                                 | ベスト8                                        |
| 1990年（第72回大会）  | 横浜商（3年ぶり7回目）                         | 2回戦                                          | ○ 4 - 1 日大東北                               | ベスト8                                        |
| 1990年（第72回大会）  | 横浜商（3年ぶり7回目）                         | 3回戦                                          | ○ 3 - 2 秋田経法大付                           | ベスト8                                        |
| 1990年（第72回大会）  | 横浜商（3年ぶり7回目）                         | 準々決勝                                       | ● 5 - 8 沖縄水産                               | ベスト8                                        |
| 1991年（第73回大会）  | 桐蔭学園（7年ぶり3回目）                       | 1回戦                                          | ○ 4 - 2 熊本工                                 | 3回戦                                          |
| 1991年（第73回大会）  | 桐蔭学園（7年ぶり3回目）                       | 2回戦                                          | ○ 5 - 1 柳ヶ浦                                 | 3回戦                                          |
| 1991年（第73回大会）  | 桐蔭学園（7年ぶり3回目）                       | 3回戦                                          | ● 4 - 5x 鹿児島実                              | 3回戦                                          |
| 1992年（第74回大会）  | 桐蔭学園（2年連続4回目）                       | 1回戦                                          | ● 4 - 5x 沖縄尚学（延長12回）                  | 初戦敗退                                       |
| 1993年（第75回大会）  | 横浜商大（27年ぶり2回目）                      | 1回戦                                          | ○ 6 - 1 浦添商                                 | 3回戦                                          |
| 1993年（第75回大会）  | 横浜商大（27年ぶり2回目）                      | 2回戦                                          | ○ 10 - 0 新潟明訓                              | 3回戦                                          |
| 1993年（第75回大会）  | 横浜商大（27年ぶり2回目）                      | 3回戦                                          | ● 4 - 5 育英                                   | 3回戦                                          |
| 1994年（第76回大会）  | 横浜（5年ぶり6回目）                           | 2回戦                                          | ● 2 - 4 那覇商                                 | 初戦敗退                                       |
| 1995年（第77回大会）  | 日大藤沢（初出場）                             | 1回戦                                          | ○ 4 - 1 比叡山                                 | 3回戦                                          |
| 1995年（第77回大会）  | 日大藤沢（初出場）                             | 2回戦                                          | ○ 4x - 3 観音寺中央（延長11回）                | 3回戦                                          |
| 1995年（第77回大会）  | 日大藤沢（初出場）                             | 3回戦                                          | ● 5 - 10 PL学園                                | 3回戦                                          |
| 1996年（第78回大会）  | 横浜（2年ぶり7回目）                           | 2回戦                                          | ○ 3 - 1 北嵯峨                                 | 3回戦                                          |
| 1996年（第78回大会）  | 横浜（2年ぶり7回目）                           | 3回戦                                          | ● 4 - 8 福井商                                 | 3回戦                                          |
| 1997年（第79回大会）  | 桐蔭学園（5年ぶり5回目）                       | 1回戦                                          | ○ 3 - 1 如水館                                 | 2回戦                                          |
| 1997年（第79回大会）  | 桐蔭学園（5年ぶり5回目）                       | 2回戦                                          | ● 2 - 6 西京（延長10回）                       | 2回戦                                          |
| 1998年（第80回大会）  | 横浜（東神奈川・2年ぶり8回目）                 | 1回戦                                          | ○ 6 - 1 柳ヶ浦                                 | 優勝 春夏連覇                                  |
| 1998年（第80回大会）  | 横浜（東神奈川・2年ぶり8回目）                 | 2回戦                                          | ○ 6 - 0 鹿児島実                               | 優勝 春夏連覇                                  |
| 1998年（第80回大会）  | 横浜（東神奈川・2年ぶり8回目）                 | 3回戦                                          | ○ 5 - 0 星稜                                   | 優勝 春夏連覇                                  |
| 1998年（第80回大会）  | 横浜（東神奈川・2年ぶり8回目）                 | 準々決勝                                       | ○ 9 - 7 PL学園（延長17回）                     | 優勝 春夏連覇                                  |
| 1998年（第80回大会）  | 横浜（東神奈川・2年ぶり8回目）                 | 準決勝                                         | ○ 7x - 6 明徳義塾                              | 優勝 春夏連覇                                  |
| 1998年（第80回大会）  | 横浜（東神奈川・2年ぶり8回目）                 | 決勝                                           | ○ 3 - 0 京都成章                               | 優勝 春夏連覇                                  |
| 1998年（第80回大会）  | 平塚学園（西神奈川・初出場）                   | 1回戦                                          | ○ 10 - 9 九州学院                              | 2回戦                                          |
| 1998年（第80回大会）  | 平塚学園（西神奈川・初出場）                   | 2回戦                                          | ● 9 - 11 日南学園                              | 2回戦                                          |
| 1999年（第81回大会）  | 桐蔭学園（2年ぶり6回目）                       | 2回戦                                          | ○ 11 - 7 敦賀                                  | ベスト8                                        |
| 1999年（第81回大会）  | 桐蔭学園（2年ぶり6回目）                       | 3回戦                                          | ○ 9 - 5 智弁学園                               | ベスト8                                        |
| 1999年（第81回大会）  | 桐蔭学園（2年ぶり6回目）                       | 準々決勝                                       | ● 0 - 4 桐生第一                               | ベスト8                                        |
| 2000年（第82回大会）  | 横浜（2年ぶり9回目）                           | 2回戦                                          | ○ 12 - 1 佐賀北                                | ベスト8                                        |
| 2000年（第82回大会）  | 横浜（2年ぶり9回目）                           | 3回戦                                          | ○ 2x - 1 鳥羽                                  | ベスト8                                        |
| 2000年（第82回大会）  | 横浜（2年ぶり9回目）                           | 準々決勝                                       | ● 1 - 2 東海大浦安                             | ベスト8                                        |
| 2001年（第83回大会）  | 横浜（2年連続10回目）                          | 2回戦                                          | ○ 10 - 1 開星                                  | ベスト4                                        |
| 2001年（第83回大会）  | 横浜（2年連続10回目）                          | 3回戦                                          | ○ 5 - 0 秀岳館                                 | ベスト4                                        |
| 2001年（第83回大会）  | 横浜（2年連続10回目）                          | 準々決勝                                       | ○ 4 - 2 日南学園                               | ベスト4                                        |
| 2001年（第83回大会）  | 横浜（2年連続10回目）                          | 準決勝                                         | ● 6 - 7x 日大三                                | ベスト4                                        |
| 2002年（第84回大会）  | 桐光学園（初出場）                             | 1回戦                                          | ○ 3 - 0 鳥栖（延長13回）                       | 3回戦                                          |
| 2002年（第84回大会）  | 桐光学園（初出場）                             | 2回戦                                          | ○ 5 - 0 桜美林                                 | 3回戦                                          |
| 2002年（第84回大会）  | 桐光学園（初出場）                             | 3回戦                                          | ● 3 - 4 川之江                                 | 3回戦                                          |
| 2003年（第85回大会）  | 横浜商大（10年ぶり3回目）                      | 1回戦                                          | ● 1 - 4 明徳義塾                               | 初戦敗退                                       |
| 2004年（第86回大会）  | 横浜（3年ぶり11回目）                          | 1回戦                                          | ○ 8 - 2 報徳学園                               | ベスト8                                        |
| 2004年（第86回大会）  | 横浜（3年ぶり11回目）                          | 2回戦                                          | ○ 1x - 0 京都外大西（延長11回）                | ベスト8                                        |
| 2004年（第86回大会）  | 横浜（3年ぶり11回目）                          | 3回戦                                          | ○ 7 - 5 明徳義塾                               | ベスト8                                        |
| 2004年（第86回大会）  | 横浜（3年ぶり11回目）                          | 準々決勝                                       | ● 1 - 6 駒大苫小牧                             | ベスト8                                        |
| 2005年（第87回大会）  | 桐光学園（3年ぶり2回目）                       | 1回戦                                          | ○ 9 - 8 近江                                   | 3回戦                                          |
| 2005年（第87回大会）  | 桐光学園（3年ぶり2回目）                       | 2回戦                                          | ○ 3 - 2 聖光学院                               | 3回戦                                          |
| 2005年（第87回大会）  | 桐光学園（3年ぶり2回目）                       | 3回戦                                          | ● 0 - 4 京都外大西                             | 3回戦                                          |
| 2006年（第88回大会）  | 横浜（2年ぶり12回目）                          | 1回戦                                          | ● 6 - 11 大阪桐蔭                              | 初戦敗退                                       |
| 2007年（第89回大会）  | 桐光学園（2年ぶり3回目）                       | 2回戦                                          | ● 6 - 9 日南学園（延長11回）                   | 初戦敗退                                       |
| 2008年（第90回大会）  | 慶応（北神奈川・46年ぶり17回目）               | 1回戦                                          | ○ 6 - 4 松商学園                               | ベスト8                                        |
| 2008年（第90回大会）  | 慶応（北神奈川・46年ぶり17回目）               | 2回戦                                          | ○ 5 - 0 高岡商                                 | ベスト8                                        |
| 2008年（第90回大会）  | 慶応（北神奈川・46年ぶり17回目）               | 3回戦                                          | ○ 2 - 0 青森山田                               | ベスト8                                        |
| 2008年（第90回大会）  | 慶応（北神奈川・46年ぶり17回目）               | 準々決勝                                       | ● 3 - 4 浦添商（延長10回）                     | ベスト8                                        |
| 2008年（第90回大会）  | 横浜（南神奈川・2年ぶり13回目）                | 1回戦                                          | ○ 6 - 5 浦和学院                               | ベスト4                                        |
| 2008年（第90回大会）  | 横浜（南神奈川・2年ぶり13回目）                | 2回戦                                          | ○ 7 - 4 広陵                                   | ベスト4                                        |
| 2008年（第90回大会）  | 横浜（南神奈川・2年ぶり13回目）                | 3回戦                                          | ○ 3 - 2 仙台育英                               | ベスト4                                        |
| 2008年（第90回大会）  | 横浜（南神奈川・2年ぶり13回目）                | 準々決勝                                       | ○ 15 - 1 聖光学院                              | ベスト4                                        |
| 2008年（第90回大会）  | 横浜（南神奈川・2年ぶり13回目）                | 準決勝                                         | ● 4 - 9 大阪桐蔭                               | ベスト4                                        |
| 2009年（第91回大会）  | 横浜隼人（初出場）                             | 1回戦                                          | ○ 6 - 2 伊万里農林                             | 2回戦                                          |
| 2009年（第91回大会）  | 横浜隼人（初出場）                             | 2回戦                                          | ● 1 - 4 花巻東                                 | 2回戦                                          |
| 2010年（第92回大会）  | 東海大相模（33年ぶり8回目）                    | 2回戦                                          | ○ 10 - 5 水城                                  | 準優勝                                         |
| 2010年（第92回大会）  | 東海大相模（33年ぶり8回目）                    | 3回戦                                          | ○ 3 - 0 土岐商                                 | 準優勝                                         |
| 2010年（第92回大会）  | 東海大相模（33年ぶり8回目）                    | 準々決勝                                       | ○ 10 - 3 九州学院                              | 準優勝                                         |
| 2010年（第92回大会）  | 東海大相模（33年ぶり8回目）                    | 準決勝                                         | ○ 11 - 7 成田                                  | 準優勝                                         |
| 2010年（第92回大会）  | 東海大相模（33年ぶり8回目）                    | 決勝                                           | ● 1 - 13 興南                                  | 準優勝                                         |
| 2011年（第93回大会）  | 横浜（3年ぶり14回目）                          | 2回戦                                          | ○ 6x - 5 健大高崎（延長10回）                  | 3回戦                                          |
| 2011年（第93回大会）  | 横浜（3年ぶり14回目）                          | 3回戦                                          | ● 4 - 9 智弁学園                               | 3回戦                                          |
| 2012年（第94回大会）  | 桐光学園（5年ぶり4回目）                       | 1回戦                                          | ○ 7 - 0 今治西                                 | ベスト8                                        |
| 2012年（第94回大会）  | 桐光学園（5年ぶり4回目）                       | 2回戦                                          | ○ 7 - 5 常総学院                               | ベスト8                                        |
| 2012年（第94回大会）  | 桐光学園（5年ぶり4回目）                       | 3回戦                                          | ○ 4 - 1 浦添商                                 | ベスト8                                        |
| 2012年（第94回大会）  | 桐光学園（5年ぶり4回目）                       | 準々決勝                                       | ● 0 - 3 光星学院                               | ベスト8                                        |
| 2013年（第95回大会）  | 横浜（2年ぶり15回目）                          | 2回戦                                          | ○ 7 - 1 丸亀                                   | 3回戦                                          |
| 2013年（第95回大会）  | 横浜（2年ぶり15回目）                          | 3回戦                                          | ● 1 - 7 前橋育英                               | 3回戦                                          |
| 2014年（第96回大会）  | 東海大相模（4年ぶり9回目）                     | 2回戦                                          | ● 3 - 4 盛岡大付                               | 初戦敗退                                       |
| 2015年（第97回大会）  | 東海大相模（2年連続10回目）                    | 2回戦                                          | ○ 6 - 1 聖光学院                               | 優勝                                           |
| 2015年（第97回大会）  | 東海大相模（2年連続10回目）                    | 3回戦                                          | ○ 11 - 2 遊学館                                | 優勝                                           |
| 2015年（第97回大会）  | 東海大相模（2年連続10回目）                    | 準々決勝                                       | ○ 4x - 3 花咲徳栄                              | 優勝                                           |
| 2015年（第97回大会）  | 東海大相模（2年連続10回目）                    | 準決勝                                         | ○ 10 - 3 関東第一                              | 優勝                                           |
| 2015年（第97回大会）  | 東海大相模（2年連続10回目）                    | 決勝                                           | ○ 10 - 6 仙台育英                              | 優勝                                           |
| 2016年（第98回大会）  | 横浜（3年ぶり16回目）                          | 1回戦                                          | ○ 7 - 1 東北                                   | 2回戦                                          |
| 2016年（第98回大会）  | 横浜（3年ぶり16回目）                          | 2回戦                                          | ● 1 - 5 履正社                                 | 2回戦                                          |
| 2017年（第99回大会）  | 横浜（2年連続17回目）                          | 1回戦                                          | ● 4 - 6 秀岳館                                 | 初戦敗退                                       |
| 2018年（第100回大会） | 慶応（北神奈川・10年ぶり18回目）               | 1回戦                                          | ○ 3x - 2 中越                                  | 2回戦                                          |
| 2018年（第100回大会） | 慶応（北神奈川・10年ぶり18回目）               | 2回戦                                          | ● 6 - 12 高知商                                | 2回戦                                          |
| 2018年（第100回大会） | 横浜（南神奈川・3年連続18回目）                | 1回戦                                          | ○ 7 - 0 愛産大三河                             | 3回戦                                          |
| 2018年（第100回大会） | 横浜（南神奈川・3年連続18回目）                | 2回戦                                          | ○ 8 - 6 花咲徳栄                               | 3回戦                                          |
| 2018年（第100回大会） | 横浜（南神奈川・3年連続18回目）                | 3回戦                                          | ● 4 - 5 金足農                                 | 3回戦                                          |
| 2019年（第101回大会） | 東海大相模（4年ぶり11回目）                    | 2回戦                                          | ○ 6 - 1 近江                                   | 3回戦                                          |
| 2019年（第101回大会） | 東海大相模（4年ぶり11回目）                    | 3回戦                                          | ● 4 - 9 中京学院大中京                         | 3回戦                                          |
| 2020年（第102回大会） | （新型コロナウイルス感染症流行による大会中止） | （新型コロナウイルス感染症流行による大会中止） | （新型コロナウイルス感染症流行による大会中止） | （新型コロナウイルス感染症流行による大会中止） |
| 2021年（第103回大会） | 横浜（3年ぶり19回目）                          | 1回戦                                          | ○ 3x - 2 広島新庄                              | 2回戦                                          |
| 2021年（第103回大会） | 横浜（3年ぶり19回目）                          | 2回戦                                          | ● 0 - 5 智弁学園                               | 2回戦                                          |
| 2022年（第104回大会） | 横浜（2年連続20回目）                          | 1回戦                                          | ○ 4 - 2 三重                                   | 2回戦                                          |
| 2022年（第104回大会） | 横浜（2年連続20回目）                          | 2回戦                                          | ● 2 - 3 聖光学院                               | 2回戦                                          |
| 2023年（第105回大会） | 慶応（5年ぶり19回目）                          | 2回戦                                          | ○ 9 - 4 北陸                                   | 優勝                                           |
| 2023年（第105回大会） | 慶応（5年ぶり19回目）                          | 3回戦                                          | ○ 6 - 3 広陵（延長10回TB）                     | 優勝                                           |
| 2023年（第105回大会） | 慶応（5年ぶり19回目）                          | 準々決勝                                       | ○ 7 - 2 沖縄尚学                               | 優勝                                           |
| 2023年（第105回大会） | 慶応（5年ぶり19回目）                          | 準決勝                                         | ○ 2 - 0 土浦日大                               | 優勝                                           |
| 2023年（第105回大会） | 慶応（5年ぶり19回目）                          | 決勝                                           | ○ 8 - 2 仙台育英                               | 優勝                                           |
| 2024年（第106回大会） | 東海大相模（5年ぶり12回目）                    | 2回戦                                          | ○ 4 - 0 富山商                                 | ベスト8                                        |
| 2024年（第106回大会） | 東海大相模（5年ぶり12回目）                    | 3回戦                                          | ○ 8 - 1 広陵                                   | ベスト8                                        |
| 2024年（第106回大会） | 東海大相模（5年ぶり12回目）                    | 準々決勝                                       | ● 1 - 2 関東第一                               | ベスト8                                        |
| 2025年（第107回大会） | 横浜（3年ぶり21回目）                          | 1回戦                                          | ○ 5 - 0 敦賀気比                               | ベスト8                                        |
| 2025年（第107回大会） | 横浜（3年ぶり21回目）                          | 2回戦                                          | ○ 5 - 1 綾羽                                   | ベスト8                                        |
| 2025年（第107回大会） | 横浜（3年ぶり21回目）                          | 3回戦                                          | ○ 5 - 0 津田学園                               | ベスト8                                        |
| 2025年（第107回大会） | 横浜（3年ぶり21回目）                          | 準々決勝                                       | ● 7 - 8 県岐阜商(延長11回TB)                   | ベスト8                                        |

## 通算成績
| 出場 | 試合 | 勝利 | 敗戦 | 引分 | 勝率 | 優勝 | 準優勝 | ベスト4 | ベスト8 |
| ---- | ---- | ---- | ---- | ---- | ---- | ---- | ------ | ------- | ------- |
| 86   | 217  | 139  | 78   | 0    | .641 | 8    | 3      | 5       | 13      |

## 学校別成績
| 校名       | 出場 | 直近出場 | 勝敗     | 最高成績 | 前身校   |
| ---------- | ---- | -------- | -------- | -------- | -------- |
| 横浜       | 21回 | 2025年   | 40勝19敗 | 優勝2回  |          |
| 東海大相模 | 12回 | 2024年   | 21勝10敗 | 優勝2回  |          |
| 法政二     | 9回  | 1988年   | 14勝8敗  | 優勝1回  |          |
| 横浜商     | 7回  | 1990年   | 15勝7敗  | 準優勝   |          |
| 桐蔭学園   | 6回  | 1999年   | 12勝5敗  | 優勝1回  |          |
| 慶応       | 6回  | 2023年   | 11勝5敗  | 優勝1回  |          |
| 桐光学園   | 4回  | 2012年   | 7勝4敗   | ベスト8  |          |
| 武相       | 4回  | 1968年   | 2勝4敗   | 2回戦    |          |
| 横浜商大   | 3回  | 2003年   | 4勝3敗   | ベスト8  | 横浜一商 |
| 浅野       | 3回  | 1948年   | 2勝3敗   | ベスト8  | 浅野中   |
| 神奈川商工 | 3回  | 1950年   | 1勝3敗   | 2回戦    |          |
| 湘南       | 1回  | 1949年   | 4勝0敗   | 優勝1回  |          |
| 日大藤沢   | 1回  | 1995年   | 2勝1敗   | 3回戦    |          |
| 鶴見工     | 1回  | 1954年   | 1勝1敗   | 2回戦    |          |
| 藤沢翔陵   | 1回  | 1973年   | 1勝1敗   | 2回戦    | 藤沢商   |
| 平塚学園   | 1回  | 1998年   | 1勝1敗   | 2回戦    |          |
| 横浜隼人   | 1回  | 2009年   | 1勝1敗   | 2回戦    |          |
| 希望ヶ丘   | 1回  | 1951年   | 0勝1敗   | 初戦敗退 |          |
| 藤嶺藤沢   | 1回  | 1985年   | 0勝1敗   | 初戦敗退 |          |